# Politique étrangère du Burkina Faso
La politique étrangère du Burkina Faso désigne l’ensemble des relations internationales du Burkina Faso  depuis son indépendance obtenue de la France le 5 août 1960. Le Burkina Faso est membre de l'Organisation des Nations Unies, de l'Union africaine, et de l'Organisation de la coopération islamique.

## Chronologie des relations
Le Burkina Fase adhère à l'alliance militaire G5 Sahel en février 2014, avant de s'en retirer avec le Niger en décembre 2023. Entre temps, en septembre 2023, le Burkina Faso se rapproche du Mali et du Niger en signant avec ces derniers un pacte de défense l'Alliance des États du Sahel (AES).

## Relations avec les autres pays africains
Pays d'Afrique de l'Ouest enclavé car sans accès à la mer, le Burkina Faso partage un total d'environ 3200 km de frontières avec six voisins africains frontaliers : le Bénin (306 km), la Côte d'Ivoire (584 km), le Ghana (549 km), le Mali (1000 km), le Niger (628 km), et le Togo (126 km)

## Relations avec l'Europe

### Relations avec la Russie
En décembre 2023, la Russie annonce la réouverture de son ambassade au Burkina Faso qu'elle avait fermée en 1992. Le diplomate russe résidait jusqu'à présent à Abidjan mais qui a fait des déplacements réguliers à Ouagadougou les mois précédent cette décision. L'ambassade du Burkina Faso à Moscou avait quant à elle été réouverte en 2013, après une fermeture en 1996.
Un accord a par ailleurs été signé par les deux pays mi-octobre 2023 pour la construction d'une centrale nucléaire russe au Burkina, où moins d'un quart de la population a accès à l'électricité, tandis que le Burkina avait octroyé le permis d'exploitation d'une nouvelle mine d'or à la société russe Nordgold.